# Barzoi (motorfiets)
Barzoi was een merk van onbekende (waarschijnlijk Nederlandse) herkomst dat na de Tweede Wereldoorlog rijwielen met Victoria-zijboordmotor leverde.